# 笠真生
笠真生（1977年—）是一位来自日本的物理学家，专攻凝聚态物理学。他与高柳匡一起提出了关于AdS/CFT对偶中的纠缠熵的笠–高柳猜想 。

## 生平
1977年出生于熊本县熊本市，2005年获得东京大学博士学位，同年在加州大學聖塔芭芭拉分校凱維里理論物理研究所担任博士后，2008年担任加州大學柏克萊分校博士后，2011年加入伊利诺伊大学厄巴纳-香槟分校担任副教授，2016年加入芝加哥大学担任副教授，2020年加入普林斯顿大学担任教授。

## 荣誉
- 2013年 -西宫汤川纪念奖
- 2015 -基礎物理學突破獎
- 2015年 -仁科紀念獎
- 2024 -狄拉克奖 (ICTP)[3]